# Olle Ericson (konstnär)
Olle Ericson, även känd under namnet Ericson-Olle född 16 september 1921 i Stockholm, död 2005, var en svensk konstnär.
Han var son till fabriksföreståndaren Christian Ericson och Elisabeth Sjöstedt och bror till Birger Birger-Ericson. Han studerade vid Tekniska skolan i Stockholm 1936–1939. Separat ställde han ut på Rålambshof 1948 och tillsammans med Nils Gunnar Johansson i Sundsvall. Han medverkade i Sveriges allmänna konstförenings utställningar och grupputställningar i Köpenhamn, Danmark, Norge och Finland. Hans konst består av figurkompositioner, stilleben och landskap.
Bland hans offentliga utsmyckningar märks Folkets Hus Sundsvall, Riksförsäkringsverket Sundsvall, Bobergskolan Ånge, Sundsvalls sjukhus, Vin & Spritcentralen Sundsvall. Ericson är representerad vid Statens konstråd, Sundsvalls museum samt ett stort antal landsting och kommuner.